# Alain Bidjeck
Alain Bidjeck est un entrepreneur franco-camerounais spécialisé dans les industries culturelles et créatives né en 1975 à Yaoundé. Manager d'artistes, Producteur de  contenus, musique, événements et audiovisuel, Il a notamment  lancé des événements majeurs comme le festival Africaphonie, Midem Africa, African Music Forum... Il est le fondateur et promoteur du Moca, plateforme d'innovation dédiée aux Industries culturelles et créatives africaines.

## Biographie

### Enfance et débuts
Alain Bidjeck quitte son Cameroun natal pour la France en 1983. Après avoir suivi des études de technique commerciale scellé par un DUT, 3e année en marketing et 4e année en gestion et management de projet artistique, il se lance dans plusieurs projets à l'instar de : Africaphonie, de 2007 à 2011 puis le Moca en 2016, dont la sixième édition se déroulera à Paris les 17 et 18 juin 2021.

### Carrière
A l’issue de ses études, Alain Bidjeck commence à travailler avec des artistes de toutes les origines, parmi les carrières qu'il a accompagné en France, les chanteurs Blick Bassy, Muntu Valdo, Elsa Martine, Mario Combo, Kristo Numpuby, le comédien Emil Abossolo-Mbo, le photographe Samuel Nja Kwa, le chef Christian Abégan. A travers eux il comprend l'importance de promouvoir la culture africaineau niveau le plus haut. C'est ainsi qu'il lance le concept Africaphonie en 2007 avec l'artiste togolais Modeste Abraham Sallah. Ensemble ils créent le festival Africaphonie et produisent les films documentaires 10 Mai Africaphonie, et Africaphonie Heritage. Africaphonie leur permet de promouvoir les polyphonies nés de la descendance africaine à travers le monde. C'est aussi un voyage à travers l'axe atlantique à la découverte des récits tragiques qui ont fit naitre des musiques tels que le Gwo Ka en Guadeloupe, le Maloya à la Réunion, le Bèlè en Martinique, le Rara en Haïti, la Samba au Brésil et sans oublier le  Blues, le Gospel, mères de toutes les créations musicales afro américaines contemporaines. Après 7 années d'études et d'exploration dans le patrimoine afro descendant, il se reconnecte à sa terre mère en conduisant la tournée africaine du trio CAB (Caraïbe Afrique Brésil) une création du chanteur camerounais Blick Bassy, du pianiste martiniquais Mario Canonge et du percussionniste brésilien Adriano Tenorio. Un roadshow de 31 concerts dans 21 pays produit avec le concours des Institut Français sous le parrainage Valérie Tfoin, directrice du programme Afrique et Caraïbes en création. Alain Bidjeck profite de cette occasion unique pour lancer un concours de documentaire courts avec des jeunes réalisateurs africains afin de restituer ce voyage unique. Les retombées de cette epopée arrive à l'oreille d'Hilaire Penda, directeur du festival Rares Talents et célèbre bassiste  camerounais, qui l'invite à présenter la tournée lors de son festival à Montreuil. Séduit par la vision et les compétences d'Alain Bidjeck, Il l'invite à collaborer avec lui sur la création d'un Centre des Cultures d’Afrique en France. Sous le parrainage de l'illustre Manju Dibango et du député Razi Hamadi, ils mobilisent des personnalités à l'instar de Christiane Taubira , Oxmo Puccino, Tété, Cytril Atef... pour l'avènement d'un rêve. C’est dans ce contexte que né le MOCA en 2016, le forum des cultures d'Afrique et afro descendantes, le rendez vous des artistes, et des entrepreneurs culturels, qui deviendra plus tard la plateforme des industries culturelles et créatives africaines et afro descendantes.

#### Entre 1997 et 2009
Alain Bidjeck occupe plusieurs postes qui lui permettent aujourd'hui d'avoir une expérience de plus de 20 ans dans le domaine des industries culturelles et créatives en Afrique et à la dispora:
- Assistant marketing à TV5 Monde
- Assistant Marketing et Multimédia chez Orange
- Directeur de production  chez TikBoutik
- Responsable de promotion à La Grande Halle de la Villette
- Dirigeant de Bjk Event & Promotion
- Fondateur et Directeur du label ORIG'IN PRODUCTION

En 2014, il participe à la première édition du festival Visa For Music à Rabat au Maroc, sur invitation de Brahim El Mazned. Là Il trouve l'inspiration et décide de lancer le Moca en 2016.
En 2018, Alain Bidjeck est choisi par le directeur du Midem (le Marché international du disque et de l'édition musicale), Alexandre Deniot pour devenir le producteur exécutif du Midem Africa Forum. Jusqu'à 2020 Il produit plusieurs éditions dans 6 grandes capitales de la musique africaine : Lagos, Johannesburg Douala, Abidjan, Dakar, Brazzaville. Le Midem Africa est l'occasion de question les marchés africains de la musique, d'ouvrir les perpectives des acteurs locaux quant aux potentiels du marché continental et global. La démarche revitalise et inspire les acteurs puisqu'à l'issu des Midem naissent à Kinshasa Africa Music Forum, à Dakar DMX, à Ougadougou les REMA...
En 2020, il se rend au Rwanda et y trouve un terrain fertile au développement du Moca, qui décide d'accueillir ce pays en son sein. le Moca ouvre ainsi un nouvel axe de son développement vers l’Afrique. Le Covid étant là, le projet verra le jour d'abord à Paris en 2021 avec un focus Rwanda, puis enfin en 2022 avec la production de la 7eme édition du MOCA en partenariat avec Africa in Colors dirigé par Raoul Rugamba.
En 2023, Alain Bidjeck produit la 8ème édition du MOCA au Maroc, dans le cadre de Rabat Capitale africaine de la culture. Une édition spéciale sous le haut patronage de sa majesté le Roi Mohammed VI, avec le soutien du ministère de  la jeunesse, de la communication et de la culture du Maroc, et de la CGLU Afrique.
Il sera à Brazzaville pour le retour du Fespam, l’Afrique centrale est le cœur de la musique africaine et le Fespam doit devenir le rendez-vous incontournable au même titre que le Femua d’Abidjan, le Visa for Music au Maroc, les Rema à Ouagadougou. L'équipe du Musaf, le marché du Fespam, lui confut la direction des rencontres profesionnelles, une série de conférences dans le contexte de la RUMBA, patrimoine mondiale de l'humanité.